# James Edward Jack Patterson
Pour les articles homonymes, voir Patterson.
James Edward Jack Patterson (1884-1964) est un agriculteur, un ingénieur et un homme politique canadien du Nouveau-Brunswick.

## Biographie
James Edward Jack Patterson naît le 2 juillet 1884 à Salisbury, au Nouveau-Brunswick. Tout en étant agriculteur et ingénieur, il devient conseiller municipal au Comté de Carleton pendant 10 ans, de 1925 à 1935.
Il se lance ensuite en politique fédérale et est élu député de la circonscription de Victoria—Carleton le 14 octobre 1935 sous l'étiquette libérale.
James Edward Jack Patterson est mort le 21 juillet 1964.